# Даніеле Орсато
Даніеле Орсато (італ. Daniele Orsato; нар. 23 листопада 1975 року, Віченца, Італія) — футбольний суддя, обслуговував матчі Серії A, Ліги чемпіонів УЄФА та Ліги Європи УЄФА.

## Кар'єра
Проживав у Рекоаро-Терме, де тренував хлопчаків в одному із місцевих клубів. В 17 років почав судити матчі. В 2002 дебютує, як арбітр в Серії C1, за чотири сезони відсудить загалом 69 матчів в Серіях C1 та C2.
У 2006 році дебютує в Серії А, 17 грудня 2006 року відсудив матч між Сієною та Аталанта (1-1), надалі Даніель відсудив дві гри у вищому дивізіоні та чимало матчів в нижчому дивізіоні. На кінець сезону 2013-2014 Орсато відпрацював 128 матчів в Серії А, у тому числі таких як: «Мілан» - «Ювентус», «Рома» - «Ювентус», міланське дербі, римське дербі між «Ромою» та «Лаціо». 
У сезоні 2007/08 Орсато входив до четвірки найкращих арбітрів УЄФА та був одним з найперспективніших молодих італійських суддів. 3 липня 2010 Даніель стає арбітром ФІФА, а в жовтні 2010 дебютує в матчі відбору до Євро-2012 Вірменія - Словаччина. У травні 2012 року, на запрошення Федерації футболу Румунії обслуговував фінальний матч Кубка Румунії між «Рапід» та «Динамо» на Національному стадіоні.
З 2012 є постійним арбітром на матчах Ліги чемпіонів УЄФА та Ліги Європи УЄФА.
У 2012 став володарем призу найкращого арбітру Італії — Премії Джованні Мауро.
Влітку 2015 обслуговував матчі молодіжного чемпіонату світу в Новій Зеландії.
З 2015 року входить до категорії елітних арбітрів УЄФА.
У 2016 році Орсато судив матч Ліга чемпіонів 2015–16 між ПСВ та «Атлетіко» (Мадрид).
14 березня 2017 Орсато судив матч Ліга чемпіонів 2016–17 між англійським клубом «Лестер Сіті» та іспанською командою «Севілья» та отримав високу оцінку.
1 липня 2018 Орсато призначений арбітром VAR на матч чемпіонату світу 2018 між збірними Хорватії та Данії.
12 лютого 2019 Даніеле головний суддя матчу Ліга чемпіонів 2018–19 між клубами «Манчестер Юнайтед» та «Парі Сен-Жермен». За підсумками гри гравці отримали від нього 10 жовтих карток (6 — «Манчестер Юнайтед» та 4 — «Парі Сен-Жермен»). Поль Погба на 89-й хвилині за другу жовту картку був вилучений.
На фінал Ліги чемпіонів 2020 Орсато призначений головним арбітром матчу.
У 2022 році обраний арбітром на ЧС 2022 у Катарі.
7 травня 2024 року Орсато судив матч-відповідь півфіналу Ліги чемпіонів УЄФА 2024 року між «Парі Сен-Жермен» та «Боруссією» (Дортмунд). Пізніше він підтвердив, що влітку після Євро-2024 завершить кар'єру арбітра.
2 червня 2024 року, Даніеле відсудив свій останній матч у Серії А між командами «Аталантою» та «Фіорентина», який закінчився перемогою «Фіорентини» з рахунком 2:3.
Влітку 2024 року Орсато був включений до складу експертної комісії суддів Російського футбольного союзу, але через тиждень відмовився від цієї роботи. Спочатку суддя пояснив своє рішення етичними міркуваннями, але потім визнав, що йому запропонували більш привабливу посаду. Він може очолити Асоціацію італійських суддів.

## Матчі національних збірних
| Дата              | Збірні                            | Рахунок | Турнір                    | ЖК | YK · YK · RK | RK |
| ----------------- | --------------------------------- | ------- | ------------------------- | -- | ------------ | -- |
| 8 жовтня 2010     | Вірменія — Словаччина             | 3 – 1   | Кваліфікація ЧЄ           | 4  | 0            | 0  |
| 9 лютого 2011     | Хорватія — Чехія                  | 4 – 2   | Товариський матч          | 2  | 0            | 0  |
| 6 вересня 2011    | Польща — Німеччина                | 2 – 2   | Товариський матч          | 3  | 1            | 0  |
| 11 жовтня 2011    | Грузія — Греція                   | 1 – 2   | Кваліфікація ЧЄ           | 5  | 0            | 0  |
| 15 серпня 2012    | Франція — Уругвай                 | 0 – 0   | Товариський матч          | 5  | 0            | 0  |
| 16 жовтня 2012    | Угорщина — Туреччина              | 3 – 1   | Кваліфікація ЧС           | 7  | 0            | 0  |
| 22 березня 2013   | Молдова — Чорногорія              | 0 – 1   | Кваліфікація ЧС           | 4  | 0            | 0  |
| 10 вересня 2013   | Білорусь — Франція                | 2 – 4   | Кваліфікація ЧС           | 4  | 0            | 0  |
| 10 жовтня 2014    | Кіпр — Ізраїль                    | 1 – 2   | Кваліфікація ЧЄ           | 5  | 0            | 0  |
| 9 жовтня 2015     | Чорногорія — Австрія              | 2 – 3   | Кваліфікація ЧЄ           | 2  | 0            | 1  |
| 6 вересня 2016    | Швеція — Нідерланди               | 1 – 1   | Кваліфікація ЧС 2018      | 4  | 0            | 0  |
| 26 березня 2017   | Азербайджан — Німеччина           | 1 – 4   | Кваліфікація ЧС 2018      | 2  | 0            | 0  |
| 4 вересня 2017    | Північна Ірландія — Чехія         | 2 – 0   | Кваліфікація ЧС 2018      | 3  | 0            | 0  |
| 8 жовтня 2017     | Польща — Чорногорія               | 4 – 2   | Кваліфікація ЧС 2018      | 3  | 0            | 0  |
| 10 листопада 2017 | Гондурас — Австралія              | 0 – 0   | Кваліфікація ЧС 2018      | 8  | 0            | 0  |
| 6 вересня 2018    | Німеччина — Франція               | 0 – 0   | Ліга націй УЄФА 2018—2019 | 1  | 0            | 0  |
| 18 листопада 2018 | Швейцарія — Бельгія               | 5 – 2   | Ліга націй УЄФА 2018—2019 | 3  | 0            | 0  |
| 7 червня 2019     | Чорногорія — Косово               | 1 – 1   | Кваліфікація ЧЄ 2020      | 5  | 0            | 0  |
| 9 червня 2019     | Північна Ірландія — Німеччина     | 0 – 2   | Кваліфікація ЧЄ 2020      | 3  | 0            | 0  |
| 10 жовтня 2019    | Хорватія — Угорщина               | 3 – 0   | Кваліфікація ЧЄ 2020      | 2  | 1            | 0  |
| 15 листопада 2019 | Румунія — Швеція                  | 0 – 2   | Кваліфікація ЧЄ 2020      | 3  | 0            | 0  |
| 3 вересня 2020    | Німеччина — Іспанія               | 1 – 1   | Ліга націй УЄФА 2020—2021 | 0  | 0            | 0  |
| 8 жовтня 2020     | Норвегія — Сербія                 | 1 – 2   | Кваліфікація ЧЄ 2020      | 4  | 0            | 0  |
| 31 березня 2021   | Боснія і Герцеговина — Франція    | 0 – 1   | Кваліфікація ЧС 2022      | 6  | 0            | 0  |
| 13 червня 2021    | Англія — Хорватія                 | 1 – 0   | Чемпіонат Європи 2020     | 4  | 0            | 0  |
| 19 червня 2021    | Іспанія — Польща                  | 1 – 1   | Чемпіонат Європи 2020     | 6  | 0            | 0  |
| 29 червня 2021    | Швеція — Україна                  | 1 – 2   | Чемпіонат Європи 2020     | 4  | 0            | 1  |
| 7 вересня 2021    | Нідерланди — Туреччина            | 6 – 1   | Кваліфікація ЧС 2022      | 6  | 1            | 0  |
| 11 жовтня 2021    | Румунія — Вірменія                | 1 – 0   | Кваліфікація ЧС 2022      | 7  | 0            | 0  |
| 14 листопада 2021 | Португалія — Сербія               | 1 – 2   | Кваліфікація ЧС 2022      | 7  | 0            | 0  |
| 29 березня 2022   | Польща — Швеція                   | 2 – 0   | Кваліфікація ЧС 2022      | 6  | 0            | 0  |
| 11 червня 2022    | Чорногорія — Боснія і Герцеговина | 1 – 1   | Ліга націй УЄФА 2022—2023 | 4  | 0            | 0  |
| 27 вересня 2022   | Португалія — Іспанія              | 0 – 1   | Ліга націй УЄФА 2022—2023 | 5  | 0            | 0  |
| 20 листопада 2022 | Катар — Еквадор                   | 0 – 2   | Чемпіонат Світу 2022      | 6  | 0            | 0  |
| 26 листопада 2022 | Аргентина — Мексика               | 2 – 0   | Чемпіонат Світу 2022      | 5  | 0            | 0  |